# Katzelsried (Tiefenbach)
Katzelsried ist ein Gemeindeteil der Gemeinde Tiefenbach im Oberpfälzer Landkreis Cham in Bayern.

## Geographische Lage
Das Dorf Katzelsried liegt in der Mitte zwischen Irlach und Hiltersried am Ostufer des Buchbaches.

## Geschichte
Der Name Katzelsried leitet sich wahrscheinlich von dem Personennamen „Chazili“ her, bedeutet also: „Rodung des Chazili“.
Am 1. April 1317 wurde Katzelsried unter dem Namen „Chätzleinsreuth“ zum ersten Mal urkundlich erwähnt.
Bis in die 1950er Jahre gab es in Katzelsried eine Mühle. Anfang des 20. Jahrhunderts wurden an die Mehlqualität zunehmend höhere Ansprüche gestellt, die die kleinen Mühlen nicht mehr erfüllen konnten und nach und nach ihre Mahlrechte an die großen Müllereibetriebe verkauften.
Zum Stichtag 23. März 1913 (Osterfest) wurde Katzelsried als Teil der exponierten Kooperatur Hiltersried der Pfarrei Schönthal mit 17 Häusern und 127 Einwohnern aufgeführt.
Im Zuge der Gebietsreform wurde Katzelsried am 1. Mai 1978 in die Gemeinde Tiefenbach eingegliedert.
Am 31. Dezember 1990 war Katzelsried mit 88 Einwohnern Teil der Pfarrei Hiltersried.